# Voillans
Voillans é uma comuna francesa na região administrativa de Borgonha-Franco-Condado, no departamento de Doubs. Estende-se por uma área de 10,12 km². Em 2010 a comuna tinha 214 habitantes (densidade: 21,1 hab./km²).